# ورزش در رومانی

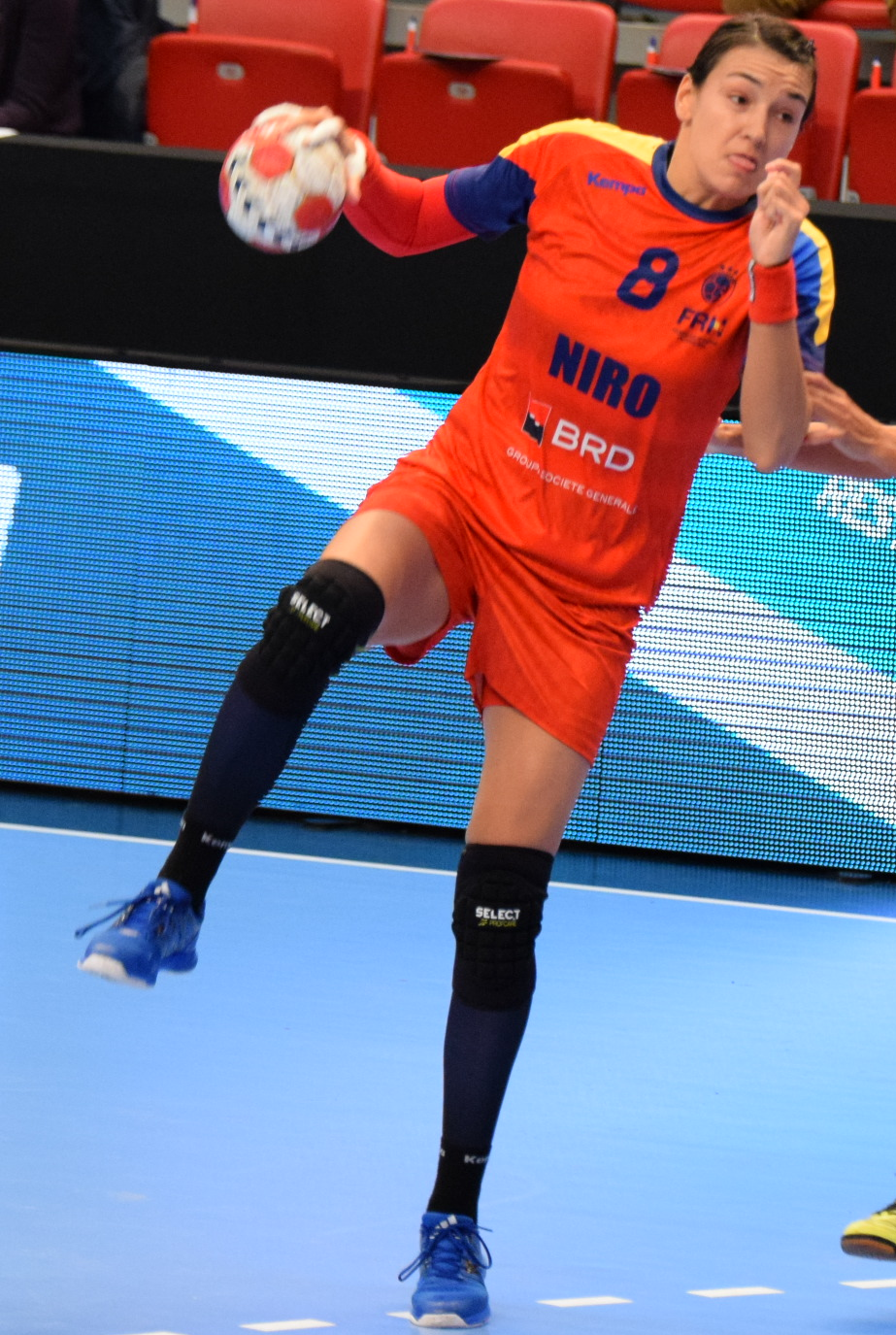
کریستینا نیاگو تنها هندبالیست زن تاریخ است که چهار جایزه بهترین بازیکن سال IHF را کسب کرده است.

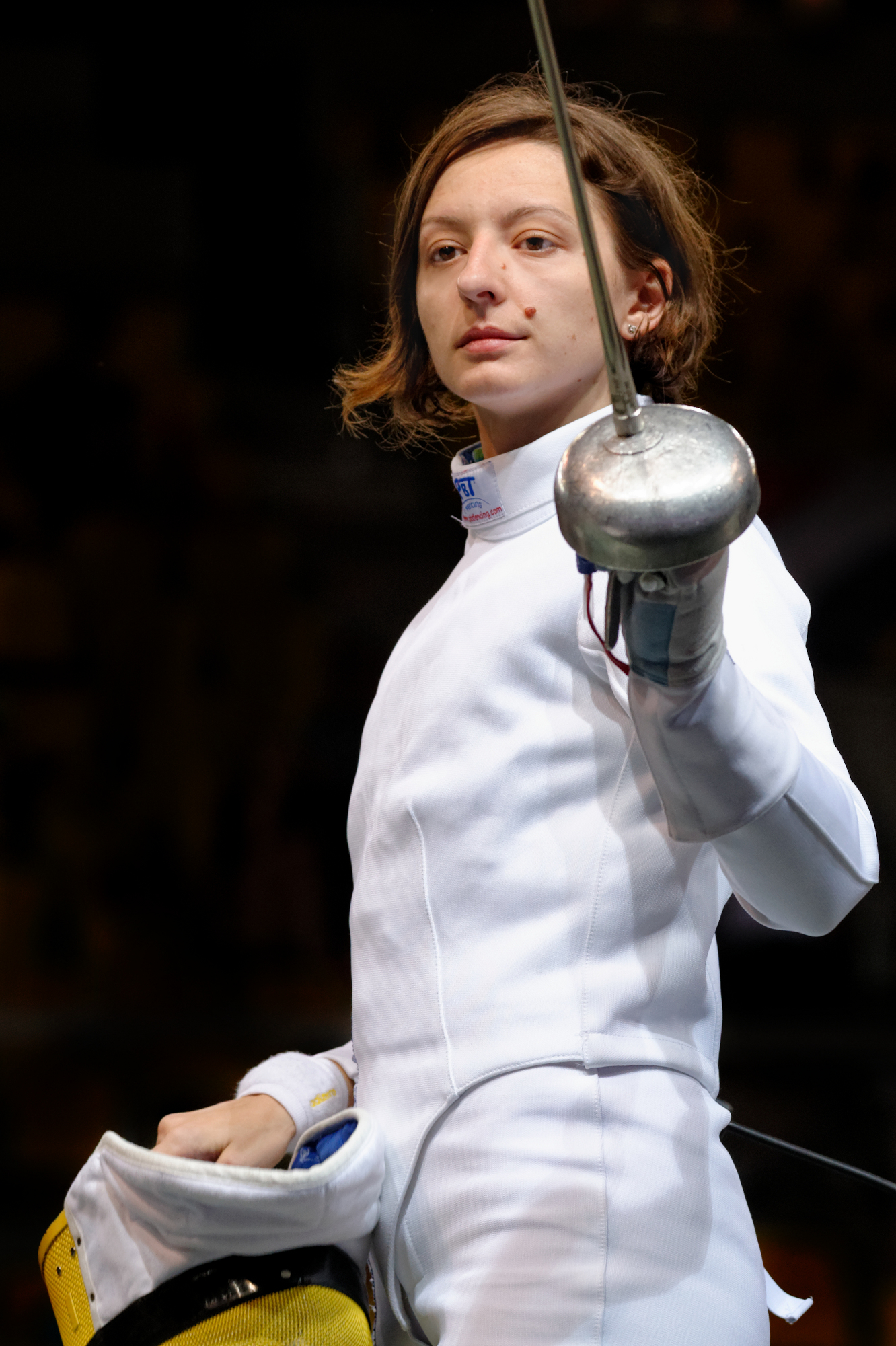
آنا ماریا پوپسکو در حال حاضر توسط فدراسیون جهانی شمشیربازی در رتبه اول جهان قرار دارد.

ورزش در رومانی بخش مهمی از فرهنگ این کشور است. رومانی در چند دهه اخیر در تعدادی از زمینه‌های ورزشی به شهرت رسیده است. فوتبال محبوب‌ترین ورزش در رومانی است. موفق‌ترین باشگاه استوا بخارست است که اولین تیم اروپای شرقی بود که در سال ۱۹۸۶ جام اروپا و سوپرکاپ اروپا را به دست آورد. رومانی یکی از چهار تیم ملی اروپاست که در اولین جام جهانی ۱۹۳۰ شرکت کرد. تیم ملی فوتبال رومانی در هفت دوره جام جهانی فوتبال شرکت کرده است و موفق‌ترین دوره خود را در دهه ۱۹۹۰ داشته است، زمانی که آنها به مرحله یک چهارم نهایی جام جهانی فوتبال ۱۹۹۴ رسیدند و در ضربات پنالتی به سوئد باختند. رومانی در سال ۱۹۹۷ توسط فیفا در رتبه سوم قرار گرفت.
هندبال، والیبال، بسکتبال، اتحادیه راگبی، تنیس، و ژیمناستیک از دیگر ورزش‌های محبوب در بین مردم رومانی هستند. بسیاری از ورزشکاران رومانیایی در طول این سال‌ها در مسابقات قهرمانی جهان و اروپا در ورزش‌های متعددی به موفقیت‌های چشمگیری دست یافته‌اند دست یافته‌اند.

## ورزش‌های پرطرفدار

### فوتبال
فوتبال محبوب‌ترین ورزش در رومانی است. شناخته‌شده‌ترین بازیکن رومانیایی در سطح بین‌المللی، گئورگی هاجی است که در تیم‌های استوا بوکوئستی (رومانی)، رئال مادرید، بارسلونا (اسپانیا) و گالاتاسرای (ترکیه) بازی کرده است. سایر بازیکنان مشهور رومانیایی عبارتند از: نیکولا دوبرین، ایلی بالاک، دودو جورجسکو، فلورا دومیتراکه.
در سال ۱۹۸۶، باشگاه فوتبال رومانیایی Steaua Bucureşti به اولین باشگاه اروپای شرقی تبدیل شد که موفق به کسب عنوان معتبر جام قهرمانان اروپا شد. آنها دوباره در سال ۱۹۸۹ به فینال رسیدند، اما به میلان شکست خوردند. باشگاه‌های مهم فوتبال رومانی عبارتند از: دینامو بوکورشتی، دانشگاه کرایووا، راپید بوکورستی، اف‌سی آرگش پیتهستی، اف‌سی پترولول پلویستی، یوتا آراد و تیمیشوآرا.
تیم ملی رومانی در هفت دوره جام جهانی فوتبال شرکت کرده است و موفق‌ترین دوره خود را در دهه ۱۹۹۰ پشت سر گذاشته که به مرحله یک چهارم نهایی جام جهانی فوتبال ۱۹۹۴ در ایالات متحده رسید. ورزشگاه ملی آرنا در بخارست میزبان فینال لیگ اروپا در سال ۲۰۱۲ بود.

### هندبال
هندبال یکی از محبوب‌ترین ورزش‌ها در رومانی است. تیم ملی هندبال مردان رومانی چهار بار قهرمان مسابقات قهرمانی هندبال مردان جهان در سال‌های ۱۹۶۱، ۱۹۶۴، ۱۹۷۰ و ۱۹۷۴ شده است. تنها تیم دیگری که به این رکورد رسیده است، سوئد در سال ۱۹۹۹ و فرانسه در سال ۲۰۱۱ است. تیم ملی هندبال زنان رومانی قهرمان جام جهانی هندبال در سال ۱۹۶۲ شده است.

### والیبال
تیم‌های ملی والیبال مردان و زنان که توسط فدراسیون اداره می‌شود در مسابقات بین‌المللی والیبال شرکت می‌کنند. هر دو تیم مردان و زنان در طول سال‌ها مدال‌های متعددی را در مسابقات بین‌المللی به ویژه در دهه‌های ۱۹۵۰ و ۱۹۶۰ کسب کرده‌اند. تیم ملی والیبال مردان مدال برنز المپیک ۱۹۸۰ را کسب کرده است. آخرین نتایج قابل توجه آن شامل فینال لیگ والیبال مردان اروپا در سال ۲۰۱۰ است.

## بازی‌های المپیک

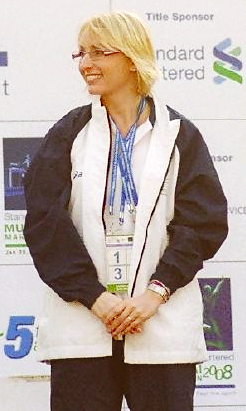
Mumbai Marathon 2008

رومانی برای اولین بار در سال ۱۹۰۰ در بازی‌های المپیک شرکت کرد و در ۲۱ بازی از ۲۸ بازی تابستانی شرکت کرده است. این کشور یکی از موفق‌ترین کشورها در بازی‌های المپیک تابستانی بوده است که در مجموع ۳۰۷ مدال در طول سال‌ها کسب کرده است که از این تعداد ۸۹ مدال طلا در رده پانزدهم قرار گرفته است. تقریباً یک چهارم مدال‌ها با ۲۵ مدال طلا در ژیمناستیک به دست آمده است. ورزشکاران رومانیایی همچنین در سایر ورزش‌های المپیک مانند روئینگ، ورزش دو و میدانی، قایق‌رانی، کشتی، تیراندازی، شمشیربازی، شنا، پرتاب دیسک، وزنه‌برداری، بوکس و جودو مدال طلا کسب کرده‌اند.

## لیگ‌های ورزشی
- لیگ برتر فوتبال رومانی